# Lionel Hutz
Lionel Hutz je fiktivní postava z amerického animovaného seriálu Simpsonovi. Nadaboval jej Phil Hartman a poprvé se objevil v epizodě 2. řady Bartova srážka s autem. Hutz je stereotypní pochybný právník, který se ve Springfieldu honí za sanitkami a jehož kompetence a etika jsou pochybné. Přesto si ho Simpsonovi často najímají. Po Hartmanově vraždě 28. května 1998 byl Hutz ze seriálu odstraněn, jeho poslední mluvená role se vyskytla o pět měsíců dříve, v dílu 9. řady Marge prodává nemovitosti.

## Role vSimpsonových

### Osobnost
Lionel Hutz je právník, který se honí za úrazy a podle Lízy Simpsonové je to „stydlín“, kterého si Simpsonovi přesto opakovaně najímají jako svého právníka (což Marge Simpsonová poznamenala v typicky sebeironické poznámce), a to hlavně proto, že Hutz je jediný právní poradce, kterého si Simpsonovi mohou dovolit. Jeho právní praxe, která se nachází v nákupním centru, se jmenuje „Nemůžu uvěřit, že je to právnická firma!“ a nabízí také „odbornou opravu bot“. Často se snaží nalákat potenciální klienty na dárky zdarma, včetně panenky „kouřící opice“, pera, které vypadá jako doutník, exotického náhrdelníku z umělých perel, vizitky, která se „po vložení do vody změní v houbu“, a dokonce téměř plného pomeranče Julius, ze kterého sám pil. John G. Browning z deníku Southeast Texas Record popisuje Hutze jako doslova honiče sanitek: „Hutz je typickým představitelem slizkého právníka. Přehání své akademické tituly („navštěvoval jsem Harvard, Yale, MIT, Oxford, Sorbonnu, Louvre“) a je „tím nejhorším v právním marketingu“.
Hutz je charakterizován jako hrubě nekompetentní právník a neetický člověk obecně. To, spolu s jeho chamtivostí, kdy chce polovinu peněz, bylo podpořeno v dílu Bartova srážka s autem v jeho prvním vystoupení. Hutz je neoblíbený a nedůvěřivý jak pro Marge, tak pro Lízu, které v něm vidí člověka, jakým je – zejména když spolu s Homerem přiměl Barta lhát o rozsahu jeho zranění. Marge později proti Hutzovi svědčila ze zášti, protože najal doktora Nicka, šarlatánského lékaře s pochybnou pověstí, spolu s tím, že přiměl Barta lhát o svých zraněních a silných bolestech, i když mu ve skutečnosti nic nebylo. Hutzovy neschopnosti a chamtivosti si všimne i jeho rival, kompetentnější modrovlasý právník. 
Hutz je vyléčený alkoholik. Jednou v půl desáté ráno nabídl Marge oslavného panáka skotské s poznámkou, že už několik dní nespal. V téže epizodě po manipulaci s lahví bourbonu spěšně opustí soudní síň, aby se poradil se svým sponzorem Davidem Crosbym. Poté přednese závěrečnou řeč, aniž by si uvědomil, že nemá na sobě kalhoty, a myslí si, že Clarence Darrow byl „ten černoch z The Mod Squad“. Kromě právnické praxe se pokouší také o prodej nemovitostí s odůvodněním, že to byl přirozený krok, protože většina jeho klientů stejně nakonec přišla o střechu nad hlavou. Ze zoufalství nad prací se uchýlil k hlídání dětí. Hutz, ponechaný na starosti děti déle, než byl najat, kývne vsedě; po náhlém probuzení vytáhne vystřelovací nůž. V krbu u Simpsonových spálí veškerou svou osobní dokumentaci a tvrdí, že „Lionel Hutz“ už neexistuje a že je nyní „Miguel Sanchez“. Jeho další přezdívka je „Dr. Nguyen Van Phuoc“. Ze své advokátní kanceláře také provozoval firmu na opravu obuvi. Hutzova neschopnost a finanční zoufalství ho někdy vedou k tomu, že se uchyluje k prohledávání popelnic a tvrdí, že to souvisí s klienty. Hutz byl krátce ženatý se Selmou Bouvierovou, ačkoli tato dějová linie není v epizodě ukázána a místo toho je zmíněna v díle Selmina volba. Selmu si však vzal jen proto, aby se dostal k dědictví po její tetě Gladys. Když ho Marge a Líza přistihly při falšování Gladysina podpisu, byl Hutz nucen závěť řádně přečíst a předat Margině rodině Gladysino dědictví. Hutz je také známý tím, že jako kancelář používá telefonní budku. 
Zdá se, že Hutzovi nevadí střet zájmů; v Tramvaji do stanice Marge zastupuje klienty v soudním sporu proti producentům místní inscenace Tramvaje do stanice Touha, protože jim nedali žádnou roli ve hře, ačkoli on sám jednu roli měl. 
Další projev jeho nekompetentnosti se odehrává v dílu Chlapec, který věděl příliš mnoho, když při zastupování francouzského číšníka, který obviňuje synovce starosty Quimbyho Freddyho z ublížení na zdraví, je překvapen, když se právní zástupce protistrany zmíní, že Hutzův klient je přistěhovalec (navzdory klientovu francouzskému přízvuku). Hutz pak požaduje, aby mu jeho klient od té chvíle všechno řekl. Browning napsal, že jeho „dovednosti v soudní síni zanechávají něco, co je žádoucí“; v epizodě Marge za mřížemi podává návrh na „špatné soudní řízení“, na což soudce odpoví: „Myslíte zmateční řízení?“, a pak o sobě mluví jako o „chlapíkovi, který mluví o právu“.

### Vyhrané případy
Ačkoli Hutz většinu svých případů prohrává, několik případů pro Simpsonovy vyhrál. V díle Bart vrahem zastupoval Barta, když byl Bart podezřelý z údajné vraždy Seymoura Skinnera, a obvinění bylo staženo, když se ukázalo, že Skinner žije. V Nové holce v ulici zastupuje Homera v jeho případu proti restauraci Horatia McCallistera kvůli její nabídce „vše, co můžete sníst“. Vyhraje také Bartův případ v dílu Den, kdy zemřelo násilí, když prokáže, že Itchyho stvořil stařík jménem Chester J. Lampwick – i když rozhodující faktor případu dokazuje hlavně Bartova práce nohou při shromažďování klíčového důkazu, nikoli Hutzova kompetence. Hutz zahájí soudní proces s nulovým množstvím věrohodných důkazů. V dílu Kolem Springfieldu Hutz úspěšně zažaluje Šášu Krustyho poté, co Bart zkonzumuje zubatý, kovový předmět z krabice cereálií, což má za následek zánět slepého střeva. Po vyhraném případu dá Hutz Bartovi pouze 500 dolarů z vyrovnání ve výši 100 000. V dílu Návrat Leváka Boba vyhraje Hutz případ proti Leváku Bobovi, který byl v té době starostou, za volební podvod, ve kterém Bart a Líza našli důkazy s ním spojené.
Jediný další případ, který Hutz technicky vyhrál, byl ve Speciálním čarodějnickém dílu IV – Domě plném hrůzy, kde zastupoval Homera proti Satanovi (představovanému Nedem Flandersem). V údajně smazané scéně z toho dílu, která byla následně k vidění ve Slavnostní epizodě, zní Hutzův slogan „Případy vyhrané do 30 minut, nebo máte pizzu zdarma“. Poté, co si myslí, že případ prohrál, dá Simpsonovým jejich pizzu. Marge mu však oznámí, že vyhráli. Pak jim řekne, že krabice byla stejně prázdná. Ve videohře The Simpsons Hit & Run jsou v centru Springfieldu k vidění billboardy propagující nabídku Hutzovy pizzy zdarma. 

## Vytvoření a odstranění ze seriálu
Phila Hartmana pro roli Lionela Hutze poprvé navrhl scenárista Simpsonových Jay Kogen, kterému se líbil Hartmanův „skvělý, silný hlas“. Scenárista Mike Scully popsal Hutze jako „kombinaci přehnané sebedůvěry a neschopnosti. Z nějakého důvodu nikdy nepochyboval o svých schopnostech v soudní síni, i když neměl ani ponětí, o co jde.“
Po Hartmanově smrti v roce 1998 měl být Hutz přeobsazen Harrym Shearerem, ale postava byla vyřazena spolu s Troyem McClurem, další Hartmanovou opakující se postavou. Poslední epizodou, v níž Hutz promluvil, byla epizoda 9. řady Marge prodává nemovitosti. Vzhledem k tomu, že se rodina Simpsonových často objevuje u soudu, zastupovaly Simpsonovy v právních záležitostech od Hutzova odchodu do důchodu jiné postavy. Například v epizodě Sladkosti a zahořklá Marge zasáhl stejně neschopný Gil Gunderson. Modrovlasý právník – který je stejně neetický, ale velmi kompetentní – také sloužil jako právní zástupce rodiny. Po Hartmanově smrti se Hutz zřídka objevoval v klipech a retrospektivách, stejně jako v davových scénách, ale pouze v nemluvených rolích. Naposledy se v seriálu objevil v epizodě 12. řady Příběh dvou Springfieldů. Hutz a McClure se ještě objevovali v komiksech Simpsonových až do jejich konce v roce 2018. 

## Přijetí
Časopis Entertainment Weekly označil Hutze za jednoho z 15 nejoblíbenějších fiktivních televizních a filmových právníků. Jeho charakteristika jako honiče sanitek, kterému jde jen o peníze, byla vnímána jako součást trendu odklonu od ušlechtilejšího zobrazování právníků v literatuře, jako je například Atticus Finch, a příklonu ke kritičtějšímu zobrazování právníků a právního systému Spojených států. Hutz byl také zkoumán jako příklad fiktivního zobrazení člena trhu profesionálních služeb v populární kultuře.